# Gasparo Cairano

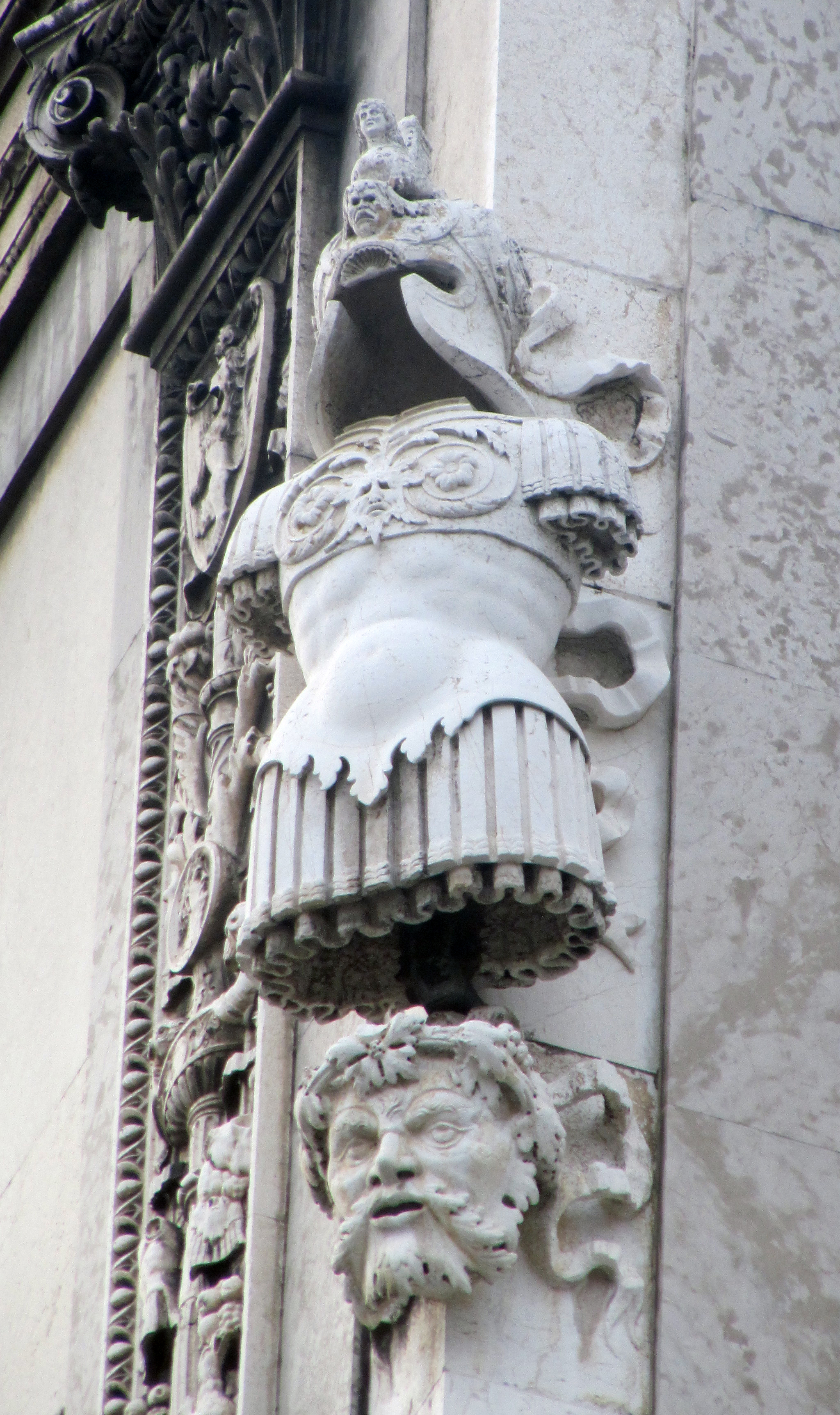
Brescia, Trophäe (Palazzo della Loggia (1499–1500))

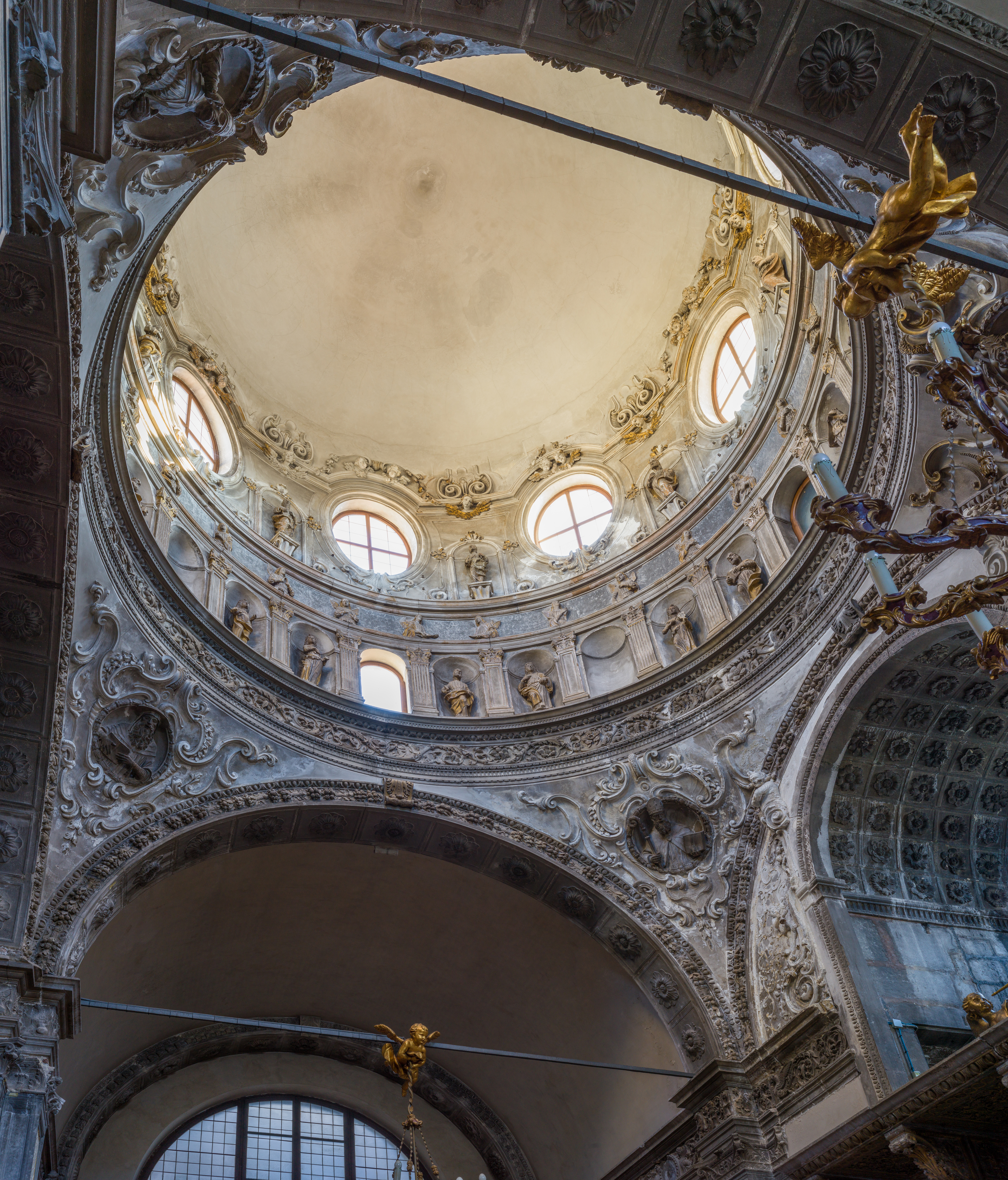
Brescia, Kuppelgewölbe von Santa Maria dei Miracoli

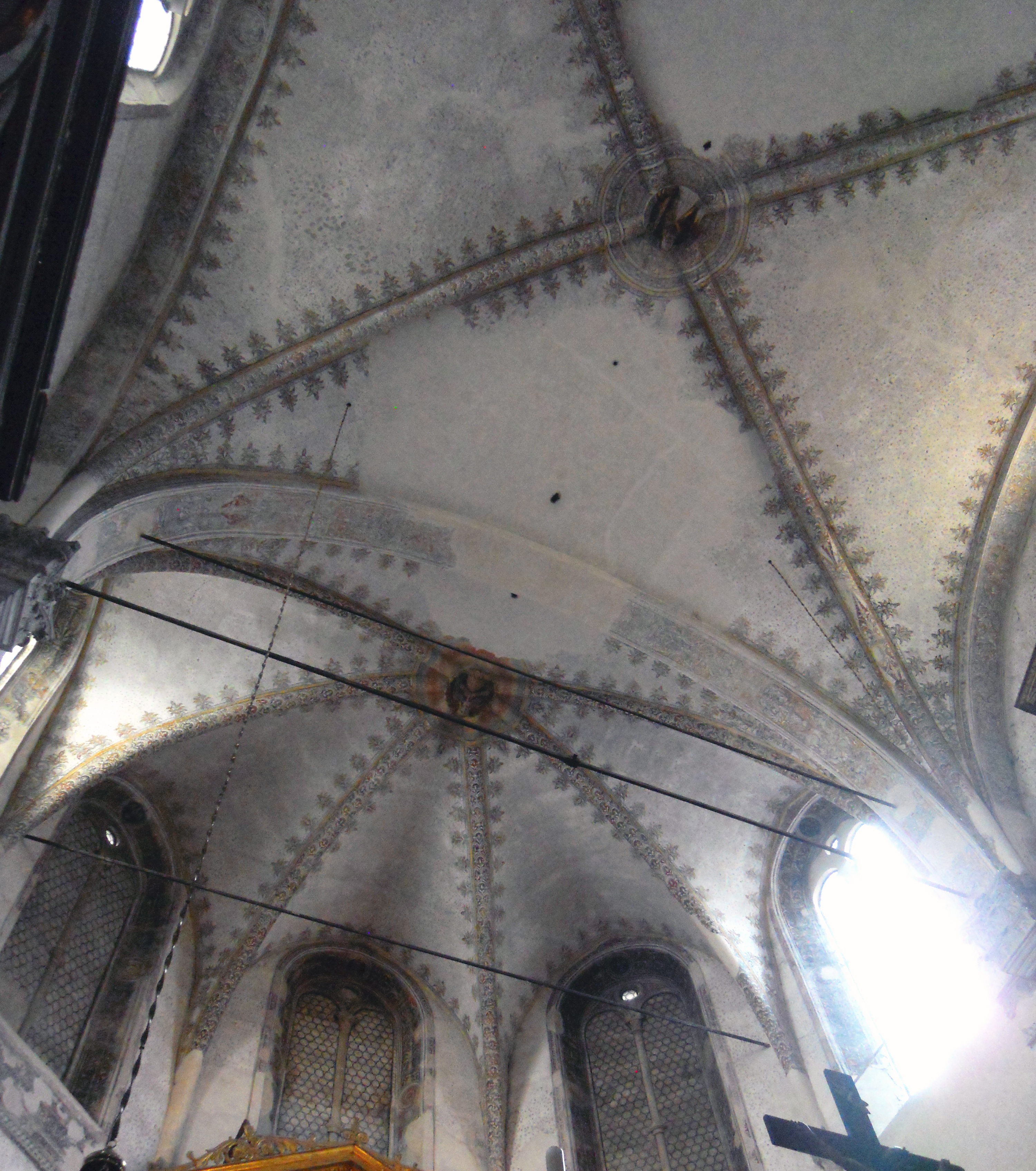
Brescia, Kirche Duomo vecchio, Kuppelgewölbe

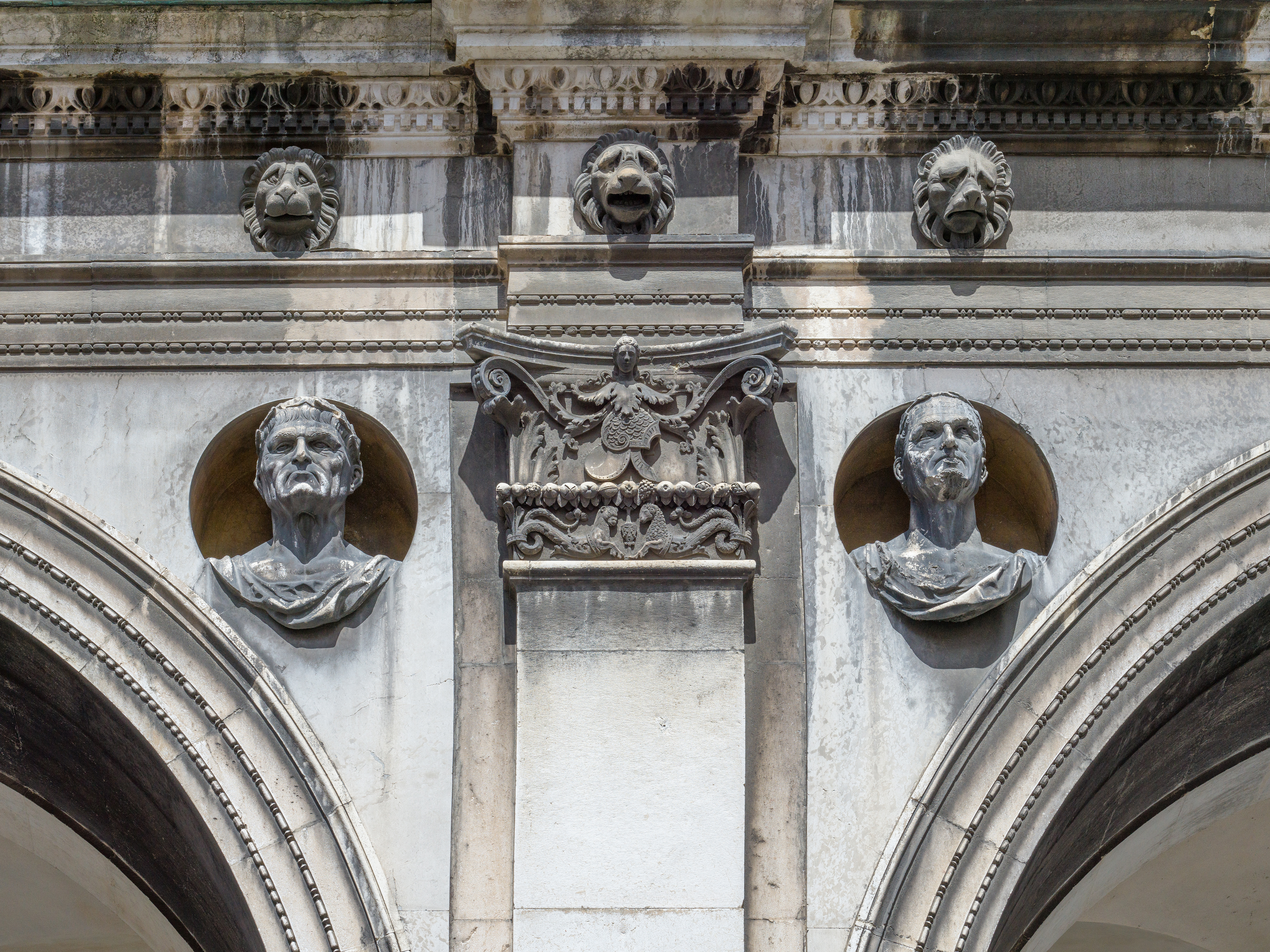
Brescia, Palazzo della Loggia, Fries und Büsten

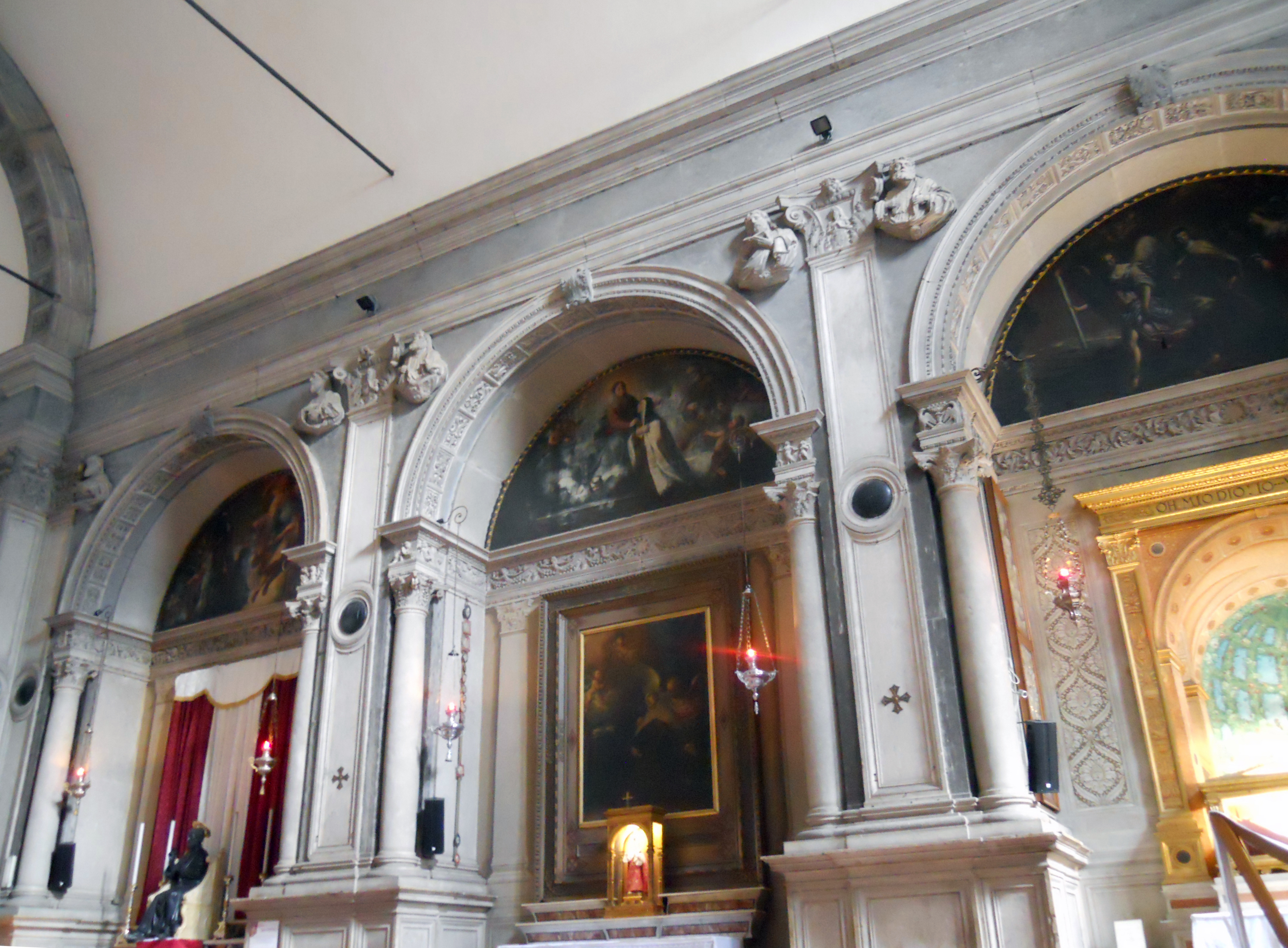
Das Innere der Kirche San Pietro in Oliveto um 1507

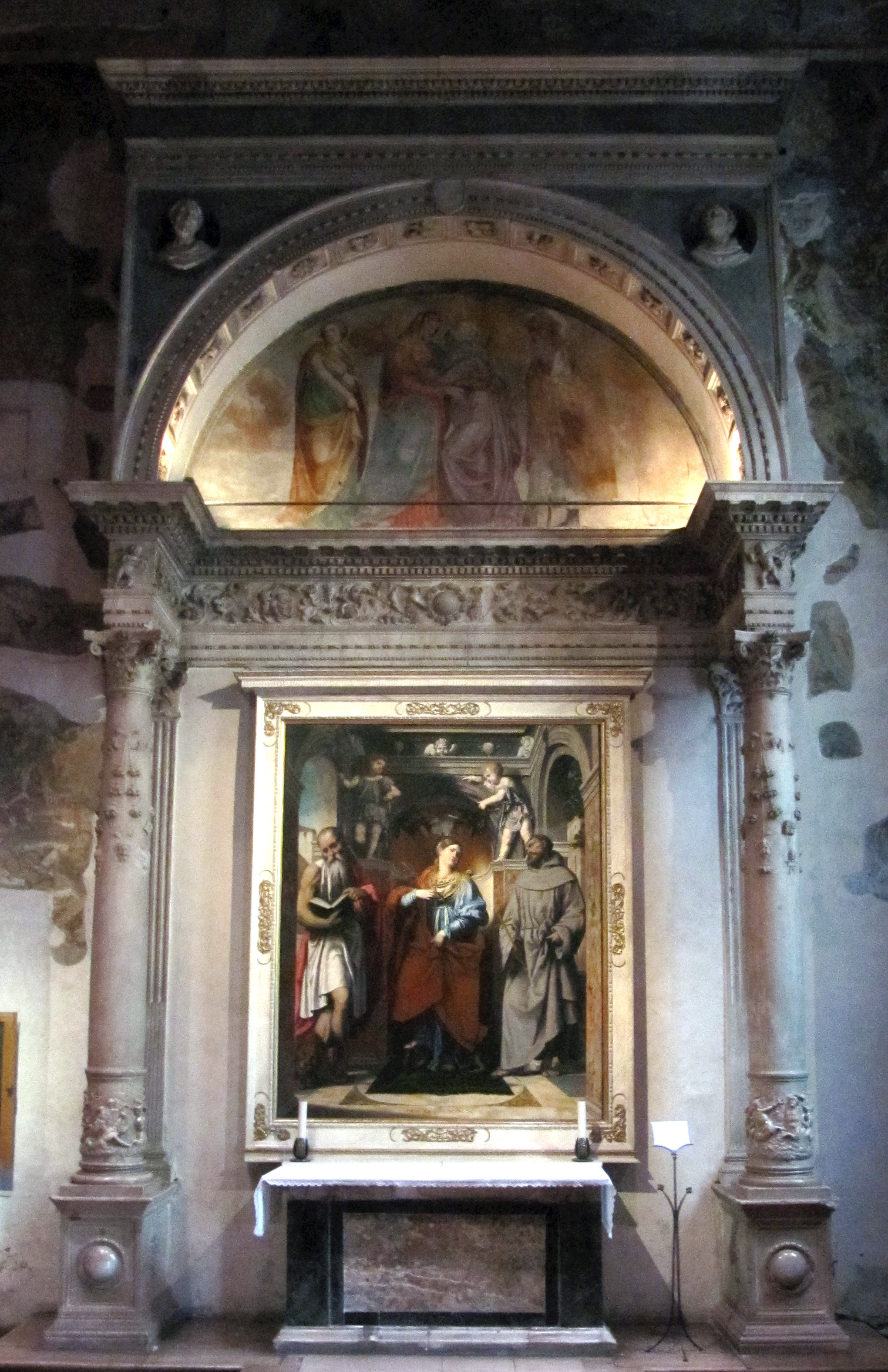
Brescia, San Girolamo Altar in der Kirche San Francesco (1506–1510 circa)

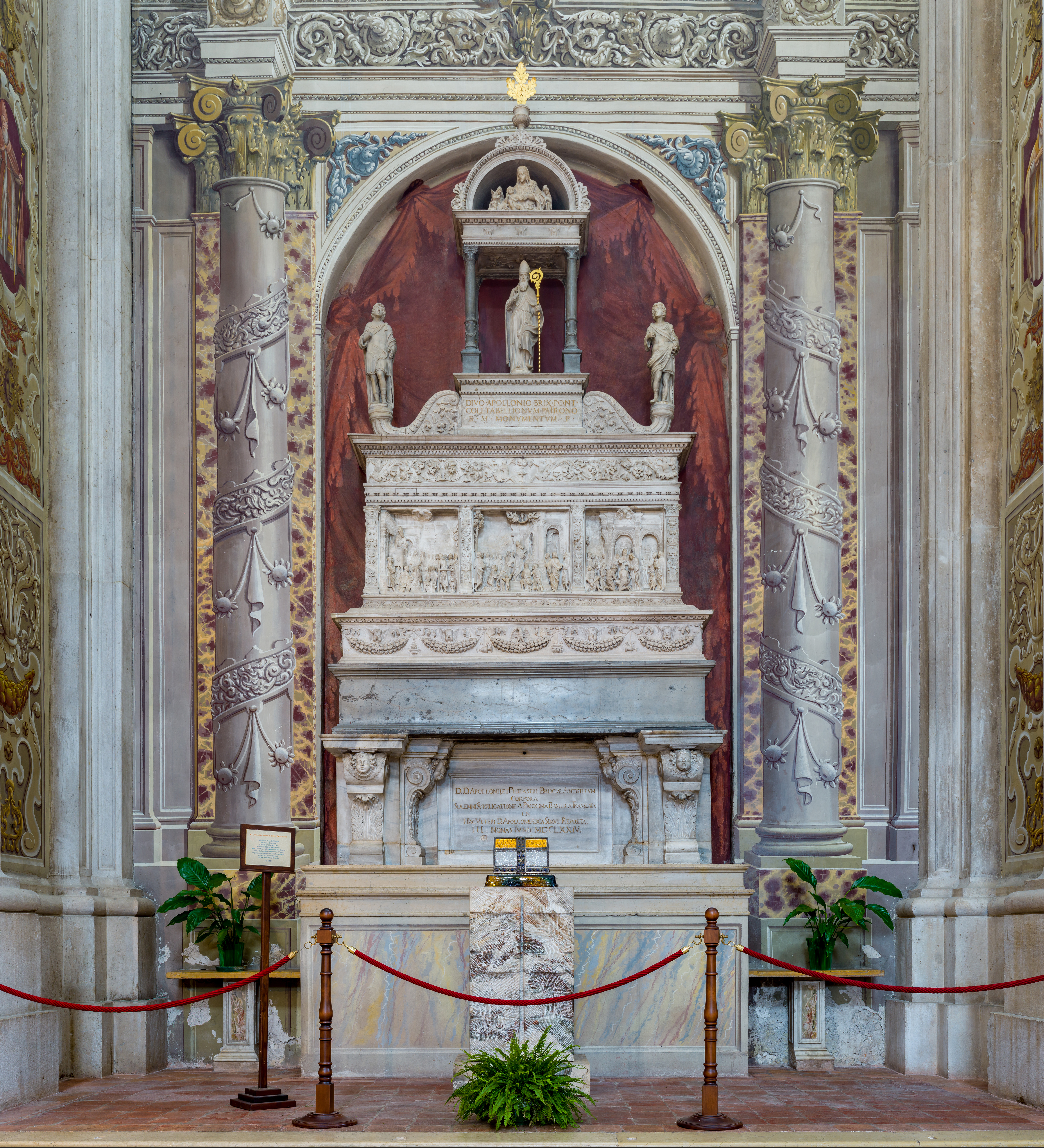
Brescia, Duomo nuovo, Altar des Heiligen Apollonius (1508–1510)

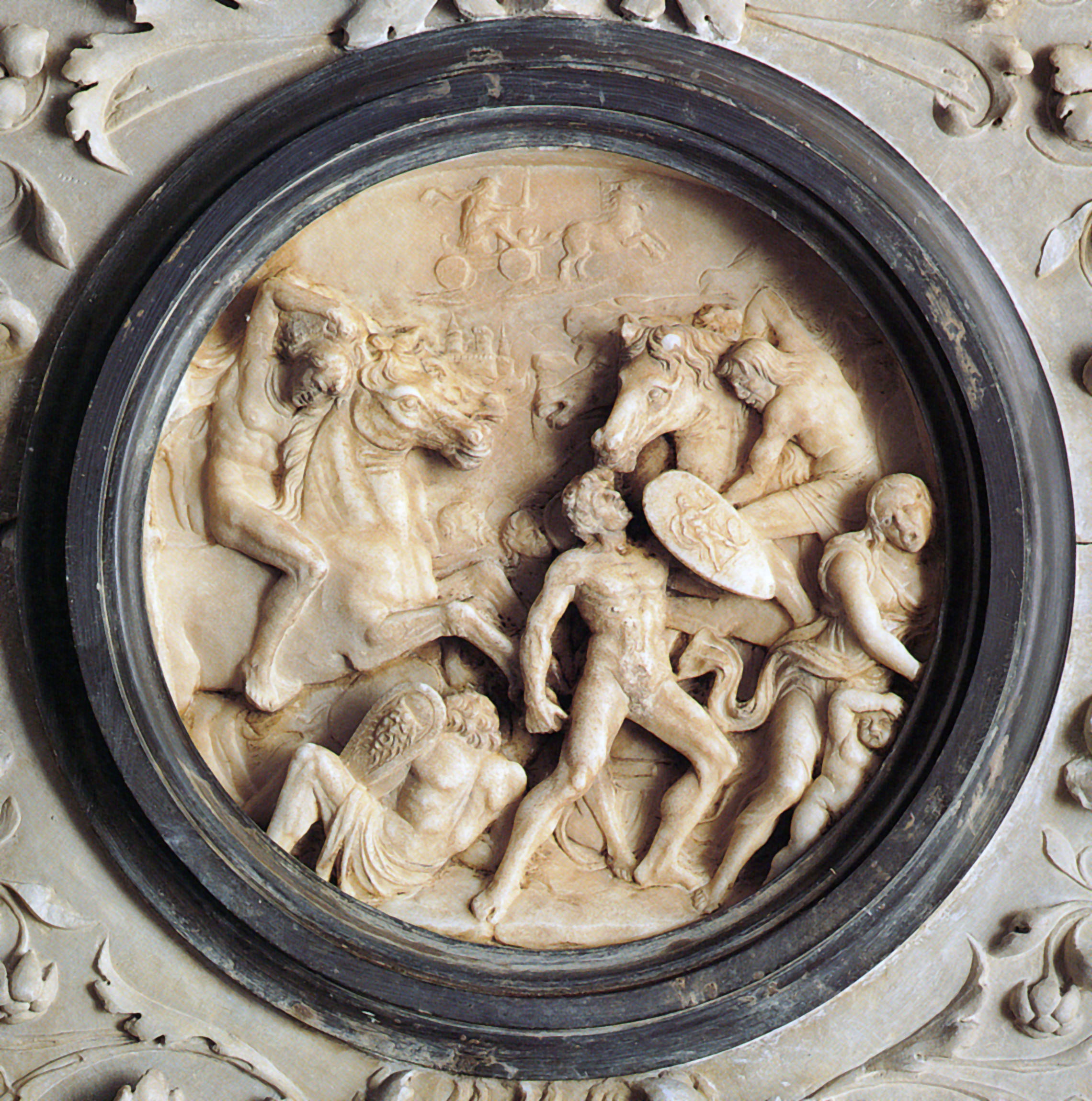
Mausoleo Martinengo, Kampf der Meeresgötter (nach 1510)

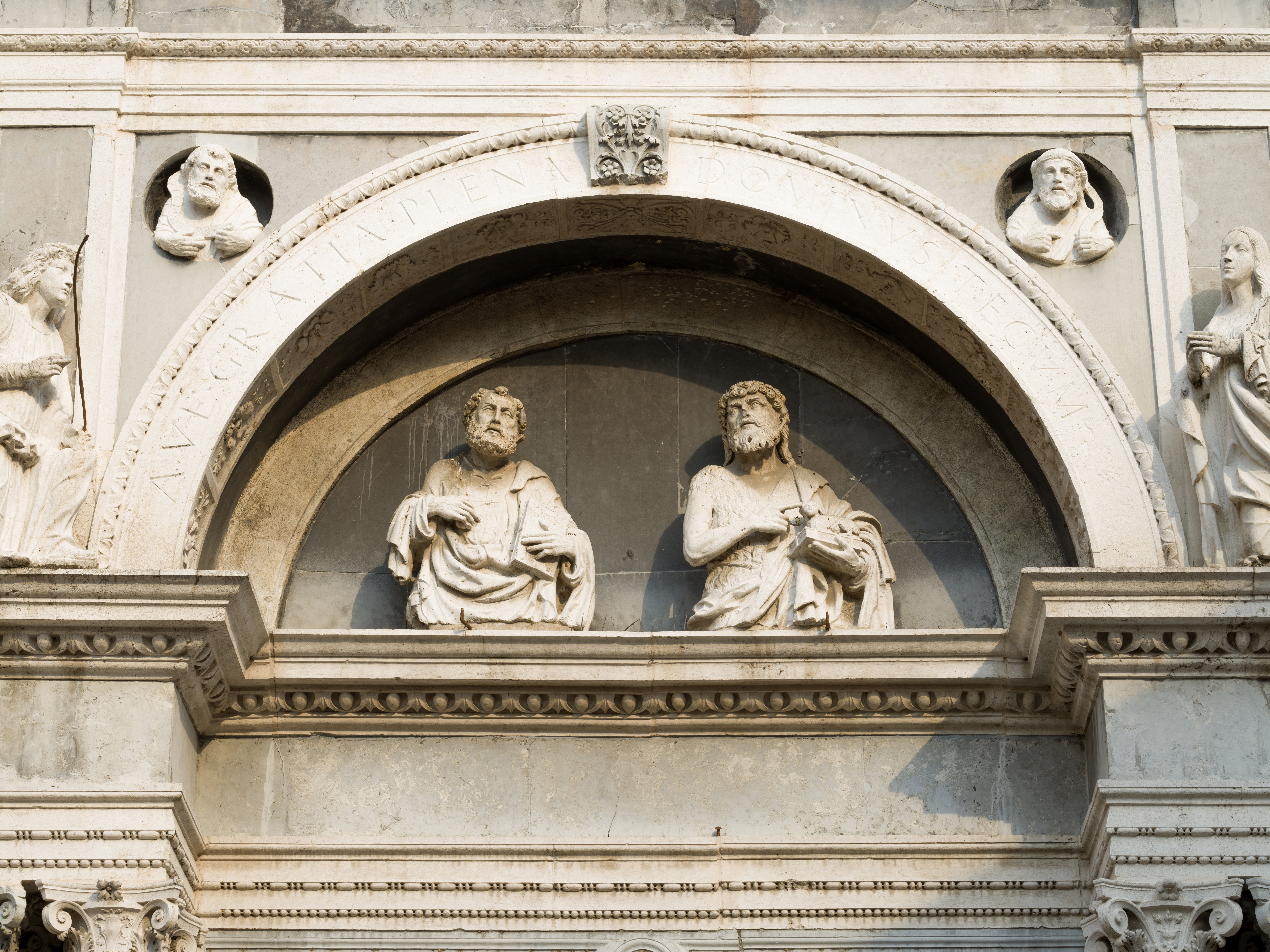
Salò, Detail des Portals der Kathedrale

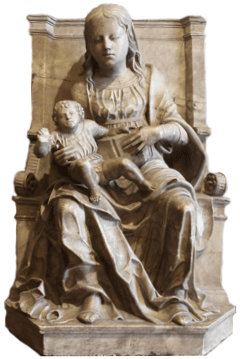
Milano, Museo d’arte antica, Madonna mit Kind

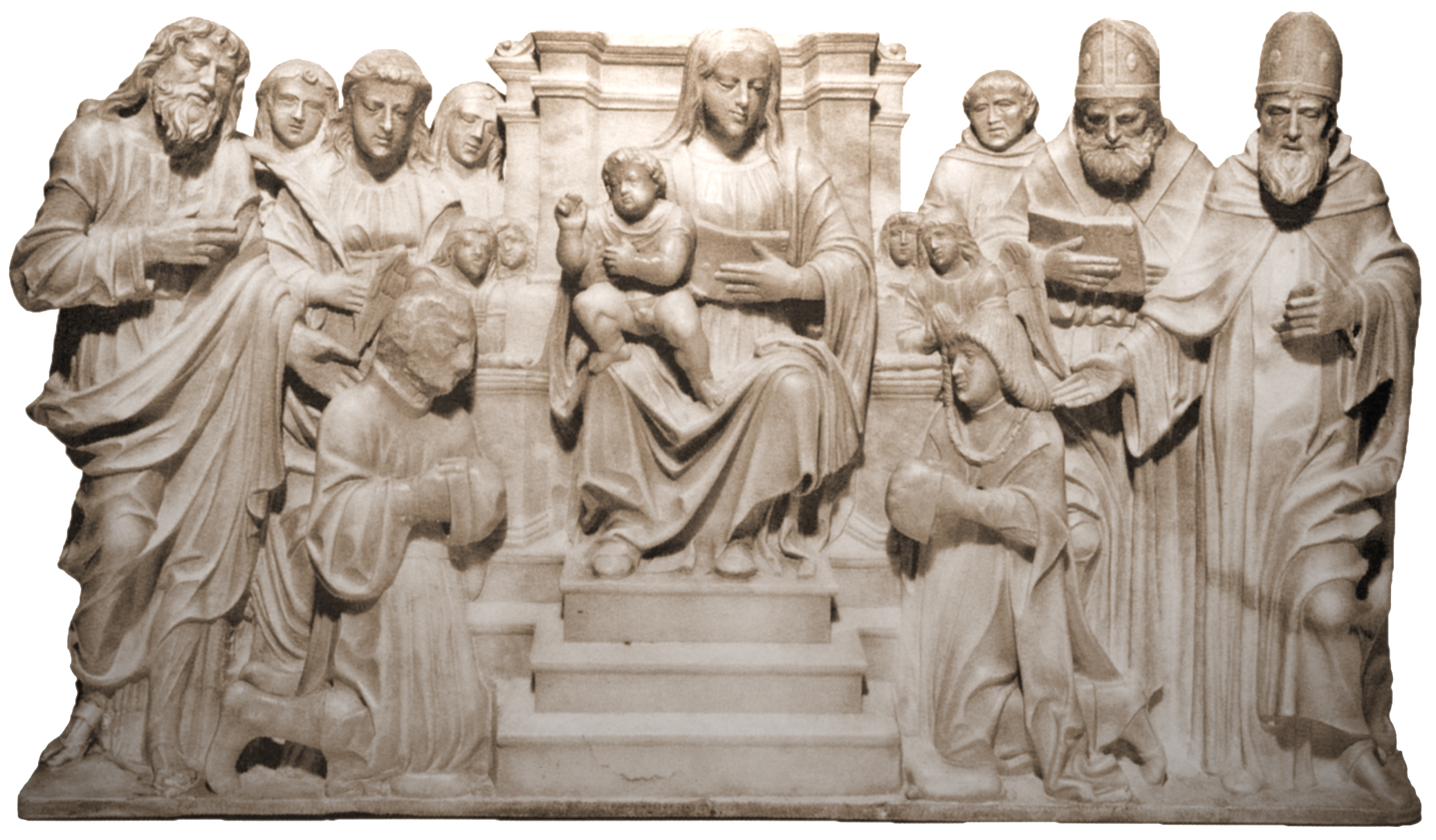
Washington, D.C., National Gallery of Art, Pala Kress

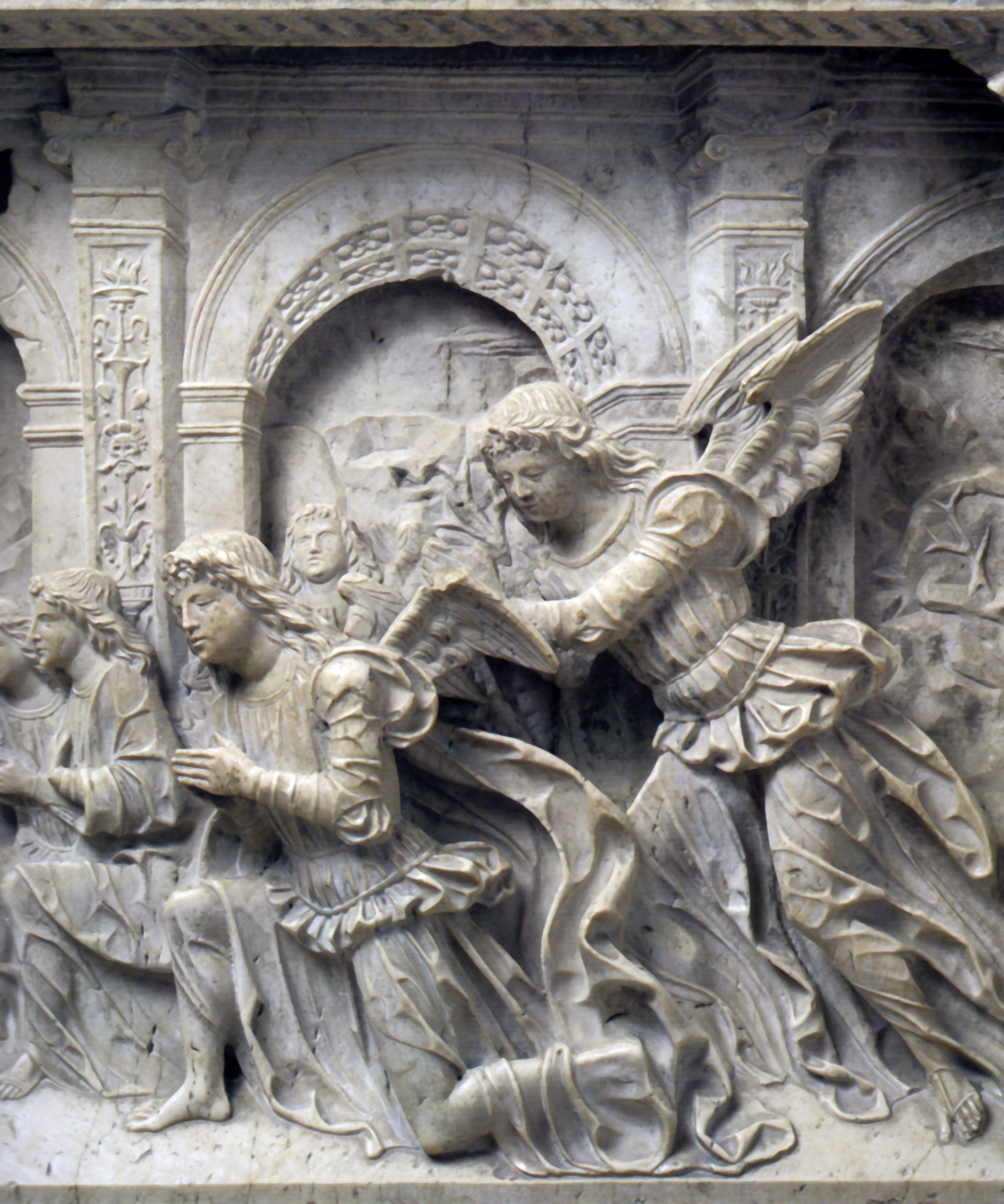
Adorazione Caprioli

Gasparo Cairano, auch genannt Gasparo da Cairano (* um 1489 in Mailand ? oder Cairate ?; † vor 1517 in Brescia ?), war ein italienischer Bildhauer und Ornatist des Renaissance.

## Leben
Gasparo mit dem Nachname Cairano, insbesondere, dass er auf Cairate in der Provinz Varese zurückgeht, im lokalen Dialekt immer noch zu 'Cairà' abgekürzt ist, als aufstrebender Künstler begann er 1489 in der Mailänder Kulturwelt eine glückliche Karriere, die ihn bald zum führenden Vertreter der Brescianer Renaissance-Skulptur machte. Er zeichnete sich durch Werke von hoher kultureller Bedeutung aus, wie den Zyklus der Cäsaren des Palazzo della Loggia für den Palazzo della Loggia in Brescia und das Martinengo-Mausoleum. Die Grundlage seines Erfolges war die Einführung eines kraftvollen und ausdrucksstarken klassischen Geschmacks, im Gegensatz zu dem vorher existierenden raffinierten und figurenarmen lokalen Dekorativismus. Im ersten Jahrzehnt des 16. Jahrhunderts gelang es Gasparo, öffentliche und private Auftraggeber für sich zu gewinnen, die auf der Suche nach einem Künstler waren, der in der Lage war, ihren Stolz auf die historische Abstammung von Antikes Rom in Stein zu übersetzen, um so die lokale Renaissance zu beflügeln und die Konkurrenz zu verdrängen.
Der Beginn seiner bildhauerischen Tätigkeit in Brescia ist genau die Arbeit, für die er am 24. Dezember 1489 bezahlt wurde: der Zyklus der zwölf Statuen der Aposteln für die erste Kuppel der Kirche Santa Maria dei Miracoli in Brescia, der ungefähr zur gleichen Zeit entstand, als Tamagnino seine zwölf kontrapunktischen Engel anfertigte, die im unteren Register aufgestellt werden sollten. Tamagninos Zyklus der Engel steht auf einem deutlich höheren künstlerischen Niveau als der der Aposteln von Cairano, nicht nur wegen der relativen Modernität des Ersteren, der sich dem neuen venezianischen Klassizismus von Antonio Rizzo zuwendet, sondern auch wegen der höheren technischen Qualität. Es ist daher wahrscheinlich, dass Gasparo von einer lokalen Gunst unterstützt wurde, die es ihm ermöglichte, sich in Tamagnino zu etablieren, ungeachtet seiner anfänglichen künstlerischen Fähigkeiten, die sich noch in der Entwicklung befanden. Unter anderem blieb Tamagnino nur für kurze Zeit bei den Wundern, gerade genug Zeit, um fünf weitere Reliefs anzufertigen: das Ganze, einschließlich der zwölf Engel, wurde dem Künstler für weniger bezahlt als Cairano für die zwölf Apostel allein.
Sobald er den Auftrag erhielt, die Arbeiten an der Innenausstattung des Santuario dei Miracoli fortzusetzen, begann Cairanos Kunst und Karriere einen rasanten Aufstieg: Bereits am 16. November 1491 wurde er für die Schlusssteine des Gewölbes für das neue Presbyterium des alten Duomo vecchio bezahlt, das nach dem Projekt von Bernardino da Martinengo errichtet wurde und die einzigen figürlichen Skulpturen im neuen Bauwerk darstellte. Zwei Jahre später, im Jahr 1493, begann Cairano mit dem Bau der Loggia. Am 30. August 1493 begann Cairanos bildhauerische Produktion für die Außenverkleidung des im Bau befindlichen Palazzo della Loggia mit der Lieferung der capita 5 imperatorum romanorum, d. h.  fünf Büsten für den Zyklus der dreißig Cäsaren, die zu den größten Werken seiner künstlerischen Laufbahn gehören. Die Herstellung der Büsten lässt sich im Allgemeinen auf eine moderne Überarbeitung der antiken Porträtkunst und der Quellen, die sie darstellten, zurückführen, wenn auch auf indirekte Weise: Bei den ältesten Büsten, d. h.  denjenigen, die dem Platz zugewandt sind, werden Ähnlichkeiten mit dem Porträt von Bartolomeo Colleoni im sein Denkmal von Andrea del Verrocchio in Venedig festgestellt (zuerst links), mit einem bekannten und sehr beliebten Bildnis von Antoninus Pius und mit einem Profilporträt von Nero, das zu jener Zeit ebenfalls sehr berühmt war und hier dreidimensional wiedergegeben wird.
Um 1497, während die Lieferung der Cäsaren in regelmäßigen Abständen fortgesetzt wurde, führte Gasparo in Zusammenarbeit mit seiner Werkstatt auch die fünf Schlusssteine für den Portikus des Palastes aus, die den Heiligen Apollonius, den Heiligen Faustinus, den Heiligen Johannes, die Gerechtigkeit und den Glauben darstellen. Zwischen 1499 und 1500 wurden die beiden großen Trophäen geliefert, die an den Ecken der oberen Ordnung des Palastes an der dem Platz zugewandten Fassade angebracht waren, während Cairano zwischen 1493 und 1505 an der Vollendung der verschiedenen Löwenprotome, Kapitelle, Kandelaber und Friese derselben Ordnung beteiligt. Das Monopol der Caesaren wird nur durch ein kurzes improvisiertes Werk von Tamagnino in Brescia unterbrochen, der wahrscheinlich aufgrund des Ruhmes, den er durch seine Arbeit an der Certosa di Pavia erlangt hatte, zwischen Ende 1499 und Anfang 1500 auf die Baustelle der Loggia berufen wurde. Der Bildhauer schuf sechs „Cäsaren“ und verschiedene andere Steinmaterialien, ohne sich jedoch in einem künstlerischen Panorama durchzusetzen, das zunehmend von Cairano dominiert wurde, der sich nun weit von der kantigen und naiven Ausdruckskraft der „Apostel“ des Heiligtums der Wunder entfernte und sich zum modernsten Bildhauer der Stadt entwickelte.
Im Jahr 1503 lieferte Gasparo die letzten Caesaren für die Loggia-Fronten und schloss damit den Großteil der Arbeiten an diesem Ort ab, von dem keine weitere Anwesenheit bekannt ist. Die Herstellung der allgemeinen dekorativen Partituren wurde noch einige Jahre fortgesetzt, bis die Arbeiten aus Kriegsgründen unterbrochen wurden, allerdings nicht unbedingt unter der Leitung von Gasparo, der die Baustelle noch häufig besuchen konnte, um diese letzte Phase zu verfolgen. Damit ging für den Künstler die Zeit der großen öffentlichen Aufträge zu Ende, in der er wahrscheinlich seine Karriere gestaltet und Erfolge erzielt hatte. Vielleicht unabhängig von seinem eigenen Willen führte der Weg, den er einschlug, dazu, dass er sich mehr und mehr der sakralen Kunst widmete. Im Jahr 1504 wurde der Kanoniker der Basilika San Pietro de Dom Francesco Franzi da Orzinuovi beauftragte ihn testamentarisch mit dem Bau einer Kapelle in der Kathedrale, von der nichts bekannt ist. Im Jahr 1507 wurde die Herstellung der dekorativen Steinverzierungen für das Innere der Kirche San Pietro in Oliveto, der dritten großen Renaissance-Baustelle der Stadt nach der Wallfahrtskirche der Wunder und der Loggia, abgeschlossen. Die architektonischen Partituren, die die Abfolge der Altäre und die feine architektonische Komposition des Ganzen kennzeichnen, sind jedoch Gasparos Stilmerkmalen fremd und entsprechen eher der Art und Weise von Sanmicheli Kunstwerkstatt, der im Übrigen neben der von Cairano die einzige Werkstatt der Stadt besaß, die in der Lage war, ein Werk von solchem Ausmaß zu schaffen. Cairano ist jedoch mit Sicherheit für die Ausführung der zwölf Büsten der Apostel in den Hängebögen des Kirchenschiffs verantwortlich.
Dem Werk Cairanos ist auch der Altar des Heiligen Hieronymus in der Kirche San Francesco zuzuschreiben, dessen kritische Frage eines der kompliziertesten Probleme der Skulptur der Brescianer Renaissance darstellt, auch aufgrund des völligen Fehlens historischer Quellen zu seiner Entstehung und definitiv nach 1506 geschnitzt. Am Sockel der linken Säule befindet sich ein Bildnis von Papst Julius II., das von der Vorderseite einer Medaille von Caradosso und Giovanni Cristoforo Romano stammt, die 1506 gegossen wurde. In Bezug auf die künstlerische Qualität und Originalität ist es eines der höchsten Niveaus der brescianischen Kunst dieser Zeit und kann Gasparo in mehrfacher Hinsicht zugeschrieben werden, wobei er sowohl auf seine Erfahrungen in der Loggia als auch auf die Baustelle von San Pietro in Oliveto zurückgreift. Zwischen 1506 und 1509 ist die Verwirklichung des neuen Portal der Kathedrale von Salò durch Cairano dicht dokumentiert, der wahrscheinlich das Projekt, in Zusammenarbeit mit Antonio Mangiacavalli. Die Figuren des Ewigen Vaters, des Heiligen Petrus und des Heiligen Johannes des Täufers stammen von Cairano selbst, während die Verkündete Jungfrau von seinem Mitarbeiter geschaffen wurde. Das Portal wurde im August 1508 errichtet, und zu Beginn des folgenden Jahres waren die Arbeiten abgeschlossen.
Bis 1508 das Gebäude nördlich der Loggia wurde fertiggestellt und enthielt die Treppe für den Zugang zum oberen Stockwerk des öffentlichen Palastes. Das Gebäude war als eigenständiger Baukörper konzipiert, der durch eine Straße vom Hauptpalast getrennt und mit diesem durch eine überdachte Brücke verbunden war. Diese Konfiguration ist uns bis heute erhalten geblieben. Das Eingreifen von Gasparo, der somit nach mindestens fünf Jahren einer bedeutenden Karriere in die Loggia zurückkehrt, wird im Portal der großen Treppe des Palazzo della Loggia und in einigen Ornamenten auf der Überführung festgehalten. Das Eingangsportal ist zugleich elegant und exzentrisch, fast überschwänglich und mit einer sehr freien Syntax gelöst. Die kanonische Ordnung ist nicht vorhanden und das Ganze ist als phantasievolle Assemblage von gefälschten wiederverwendeten archäologischen Funden konzipiert. Aus diesem Grund gehen Kritiker nicht davon aus, dass der Entwurf des Geräts Cairano zugeschrieben werden kann. Dennoch bleibt es eine beeindruckende Erfindung, die für die antiquarische Kultur der Zeit sehr repräsentativ ist. Die Skulpturen stammen jedoch eindeutig von Gasparos Hand: Neben anthropomorphen Figuren, Delphinen und phantastischen Kreaturen, die bereits in der Loggia erprobt wurden, greift der Künstler noch immer auf die Einfügung kleiner Caesaren zurück, sowohl am Portal als auch an der Überführung, die in einigen Fällen die poetischsten Höhepunkte seiner Porträtmalerei im antiken Stil berühren.
In Gasparos Karriere stand jedoch ein weiterer wichtiger Auftrag an, der seine bereits konzentrierten Aktivitäten überlagerte. Am 5. Januar 1503 wurden in der Basilika San Pietro de Dom die Reliquien des Heiligen Apollonio Bischof von Brescia. Im Juni ist ein Beschluss des Generalrats dokumentiert, in dem das Notariatskollegium gebeten wird, die neue Arche zu finanzieren, dem jedoch nicht sofort nachgekommen werden sollte. Aus dem Jahr 1506 stammt eine Mahnung des Rates an das Notariatskollegium, das Werk zu vollenden, und wahrscheinlich begannen die Arbeiten schließlich im September 1508. Die feierliche Überführung der Reliquien fand schließlich im Juli 1510 statt, zu diesem Zeitpunkt sollte die Arche sicherlich fertiggestellt werden. Daher kann man die Ausführung des Werks zwischen 1508 und 1510 ansiedeln, wobei man von einer späteren Beteiligung Cairanos als dem Beginn der Ereignisse ausgeht.
Im Jahr 1513 unterzeichnete Gasparem de Cayrano de Mediolano lapicida architectum et ingeniarum optimum den Vertrag für die Realisierung des neuen Portals der Kathedrale von Chiari. Aus dem Dokument, das als Rückbestätigung verfasst wurde, geht hervor, dass bereits 1511 eine Vereinbarung zwischen dem Künstler und der Gemeinde getroffen wurde, die jedoch aufgrund der Kriegsereignisse, die das Gebiet von Brescia betrafen, nicht zu Ende geführt wurde. Der Vertrag sah die Ausführung der gesamten Anlage vor, von den architektonischen Teilen bis hin zu den figürlichen Skulpturen, insbesondere einer Gruppe mit der Madonna zwischen den Heiligen Faustino und Giovita in der Lünette, deren Spuren verloren gegangen sind: Der Verlust dieser Skulpturen macht es unmöglich, die Entwicklung der Kunst von Gasparo Cairano nach der Schaffung der Arche des Heiligen Apollonius zu definieren. Der Rest des Werkes wirft zudem erneut die Frage nach den architektonischen Fähigkeiten des Bildhauers auf, die noch nicht vollständig geklärt sind. Ebenfalls Gasparo Cairano zuzuschreiben und auf diese Phase zu datieren ist die Einzahl Johannes der Evangelist im Tympanon des Portals des Kapitels der Abtei San Giovanni Evangelista in Parma. Das Werk, das nicht dokumentiert ist und von der Kritik traditionell Antonio Ferrari d’Agrate zugeschrieben wird, wurde 2010 aufgrund der offensichtlichen Parallelen zur reifen Kunst des Künstlers in das Werkverzeichnis von Cairano aufgenommen. Dieser territoriale Eingriff von Gasparo ist bedeutsam und könnte seinen Erfolg außerhalb von Brescia belegen.
In den problematischen Rahmen der letzten Jahre von Gasparos Karriere gehört die Frage der Fertigstellung des Martinengo-Mausoleos, des größten Grabdenkmals der Brescianer Renaissance. Es gibt verschiedene Hypothesen und mögliche Rekonstruktionen der Angelegenheit, die sowohl vom historischen als auch vom kritischen Standpunkt aus sehr komplex ist. Der Auftrag an Bernardino delle Croci, von den Brüdern Francesco und Antonio II Martinengo aus Padernello, stammt aus dem Jahr 1503, mit einer Frist von drei Jahren für die Lieferung. Das Grabmal sollte den Leichnam von Bernardino Martinengo, dem Vater der beiden, beherbergen, der die Ausführung des Werkes nach seinem Tod 1501 oder 1502 testamentarisch verfügt hatte. Im Jahr 1516 war sie jedoch immer noch unvollendet, als sich delle Croci in einem neuen Vertrag verpflichtete, sie bis Januar 1518 fertigzustellen. Die Ursachen sind zunächst in einem dokumentierten Streit wirtschaftlicher Natur zwischen dem Goldschmied und dem Auftraggeber zu suchen, dann in den Ereignissen des Krieges um 1512, der die Fortsetzung der Arbeit sicherlich verlangsamte, wenn nicht gar unterbrach. Es dauerte bis 1516, dem Jahr der Rückeroberung von Brescia durch die Republik Venedig, bis das neue, endgültige Abkommen gefunden wurde. Die Dokumente enden bei diesem letzten Vertrag, aber tatsächlich wurde das Denkmal fertiggestellt und in der Kirche Santissimo Corpo di Cristo aufgestellt, wahrscheinlich planmäßig.
Die eingehende kritische stilistische Analyse der Ornamente des Mausoleums, insbesondere der beiden figürlichen Rondelle mit der Opferszene und der Kampfszene, offenbart eine beispiellose Sensibilität von Gasparo Cairano für Beispiele aus der Bronzekunst, einem Bereich, in dem er die meisten Referenzen anscheinend sehr frei überarbeitet und vermischt hat. Diese auf den ersten Blick überraschende Tatsache spiegelt sich in der Tat in dem Kontext wider, in dem das Martinengo-Mausoleum geplant und realisiert wurde, nämlich als ein Monument mit einer für Brescia beispiellosen Reihe von Bronzen, die unter der Leitung des Goldschmieds Bernardino Delle Croci ausgeführt wurden, Eigentümer und Leiter des Auftrags, der sicherlich bereits über einen umfangreichen Katalog antiker und moderner Referenzen verfügte und sicherlich weitere für diesen Auftrag sammelte, die alle sowohl in den großen Tafeln als auch in den kleinen Tondi auf dem Sockel ausführlich zitiert werden. Es ist schwierig, an dieser Stelle Gasparo Cairano, den Partner von Delle Croci als Bildhauer, vom Einfluss dieser Menge klassischer oder klassizistischer Vorbilder auszuschließen, auch wenn der Zeitpunkt dieses Einflusses sehr schwer zu rekonstruieren ist, ebenso wie der der Verwirklichung des Denkmals. Die Opferszene allein ist jedoch in der Lage, in Cairanos Meißel die Reifung dieser noch nie dagewesenen Verbindung zwischen Skulptur und Bronze um 1510 zu bezeugen, eine Periode, in die zu diesem Zeitpunkt auch ein großer Teil des restlichen Steinapparats eingeordnet werden kann. Dieser Dialog mit der Bronze sollte in Cairanos Werkverzeichnis zumindest eine Fortsetzung finden, Jerome Altar für die Kirche San Francesco d'Assisi in Brescia, wo die außergewöhnliche kreisförmige Adaption der Zuffa di dei marini (Kampf der Meeresgötter) von Mantegna in der Tat mit der für die Bronzekunst typischen Verwendung von Abdrücken ähnlicher Szenen entlang durchgehender kreisförmiger Bänder vereinbar ist. In diesem Fall könnten die wichtigsten Referenzen die Gonzaga-Vase in der Galleria Estense in Modena sein, die von Pier Jacopo Alari Bonacolsi um 1480–1483 ausgeführt wurde, und die drei Sockel der Fahnenstangen auf dem Markusplatz in Venedig, die 1505 von Alessandro Leopardi ausgeführt wurden.
Stilistische Überlegungen erlauben es, eine Reihe von Werken, in der Regel kleine Statuen, Reliefs oder Fragmente, die aus ihrem ursprünglichen Kontext gerissen und an verschiedenen Orten verstreut wurden, in die Mitte des zweiten Jahrzehnts des 16. Jahrhunderts zu stellen. Es ist immer noch unklar, ob die Hand des reifen Cairano oder die seiner unmittelbaren Mitarbeiter, zum Beispiel seines dokumentierten Sohnes Simone, bei diesen Artefakten vorherrscht. Es handelt sich um Werke, in denen die Grenze zwischen der extremen Reife der Kunst Gasparos und der Werkstattarbeit entschieden verwischt wird, was sich in der Annahme einer bestimmten Art und Weise ausdrückt, die von mittlerweile weit verbreiteten Bezügen geprägt ist, einschließlich der letzten Evolutionsstufe der ursprünglichen Apostel des Heiligtums der Wunder und der Modelle für den Palazzo della Loggia, verbunden mit offensichtlichen Versuchen einer kulturellen Aktualisierung. Dies gilt beispielsweise für die Beweinung des toten Christus im Museum für antike Kunst in Castello Sforzesco von Mailand und die Niederlegung Christi in den Depots des Museo di Santa Giulia in Brescia, die sich auf die Bildvorlagen von Giovanni Bellini und Romanino zu beziehen scheinen. Ein weiteres bedeutendes erratisches Werk, das jedoch noch in das erste Jahrzehnt des Jahrhunderts datiert werden kann, ist das so genannte Kress-Altarbild in der National Gallery of Art in Washington, dessen Herkunft unbekannt ist und das vielleicht nicht einmal in Auftrag gegeben wurde, wie die unvollendete Figur des Stifters im Vordergrund zeigt.
Nach dem erwähnten Vertrag von 1513 für das Portal der Kathedrale von Chiari wird Gasparo in keinem bekannten Dokument mehr erwähnt. Der erste nachfolgende Text, der seinen Namen in chronologischer Reihenfolge erwähnt, ist ein Kaufvertrag aus dem Jahr 1517 von Bianca, der Frau des Bildhauers, die bereits als Witwe verzeichnet ist. Gasparos Tod kann daher zwischen diesen beiden Daten eingeordnet werden, wahrscheinlich um 1515 oder sogar etwas später, wenn weitere Arbeiten am Martinengo-Mausoleum nach dem endgültigen Auftrag von Delle Croci im Jahr 1516 zu finden sind.